# Kongress der Republik Guatemala
Der Kongress der Republik Guatemala (spanisch Congreso de la República de Guatemala) ist das nationale Parlament in Guatemala.
Das parlamentarische System in Guatemala ist das Einkammersystem.
Die Abgeordneten werden in den Kongress für jeweils vier Jahre gewählt. Ursprünglich gab es 158 Sitze im Kongress, seit einer Wahlrechtsreform im Jahr 2016 sind es 160 Sitze.

## Sitz im Regierungspalast in Guatemala

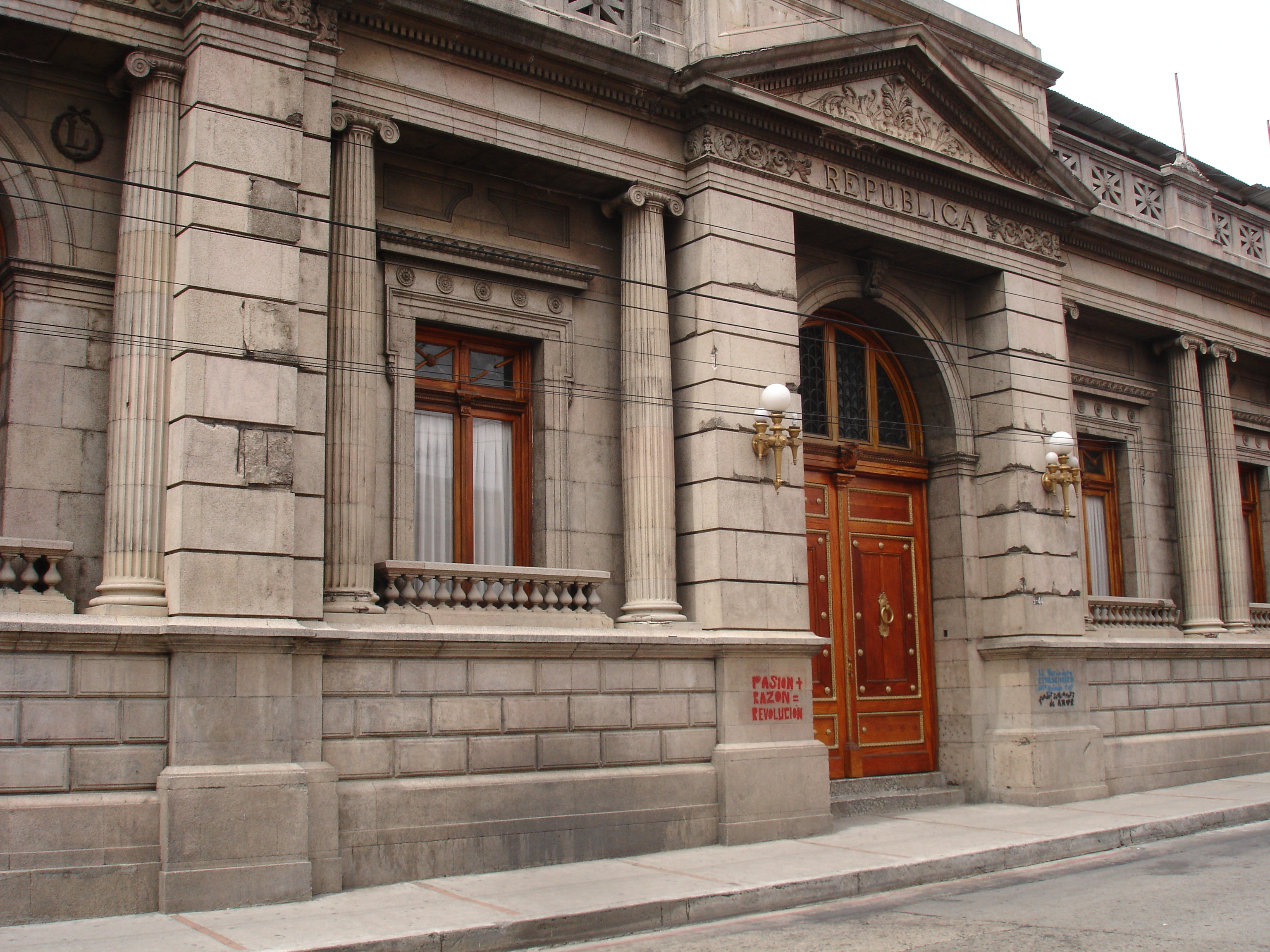
Regierungspalast in Guatemala, Portal Republica
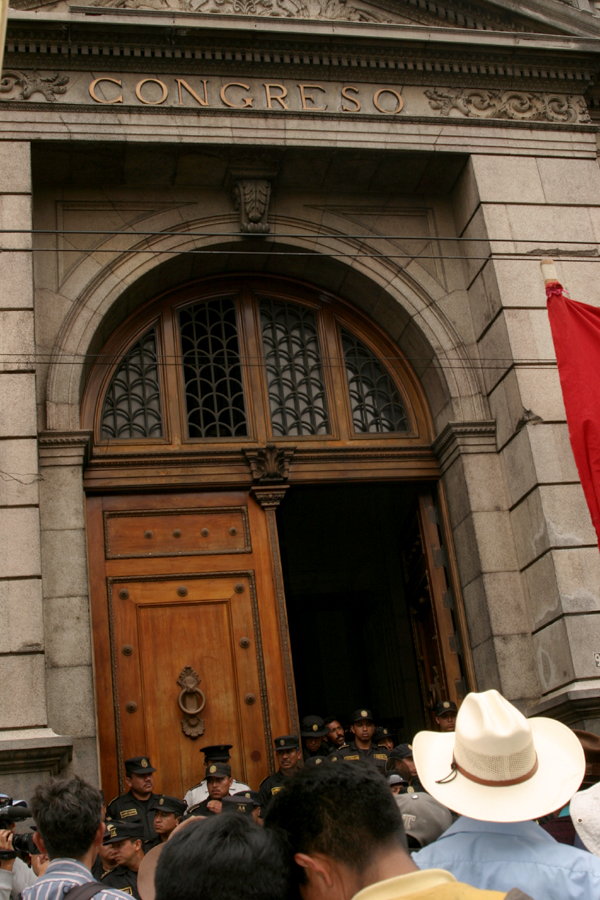
Regierungspalast in Guatemala, Portal Congreso
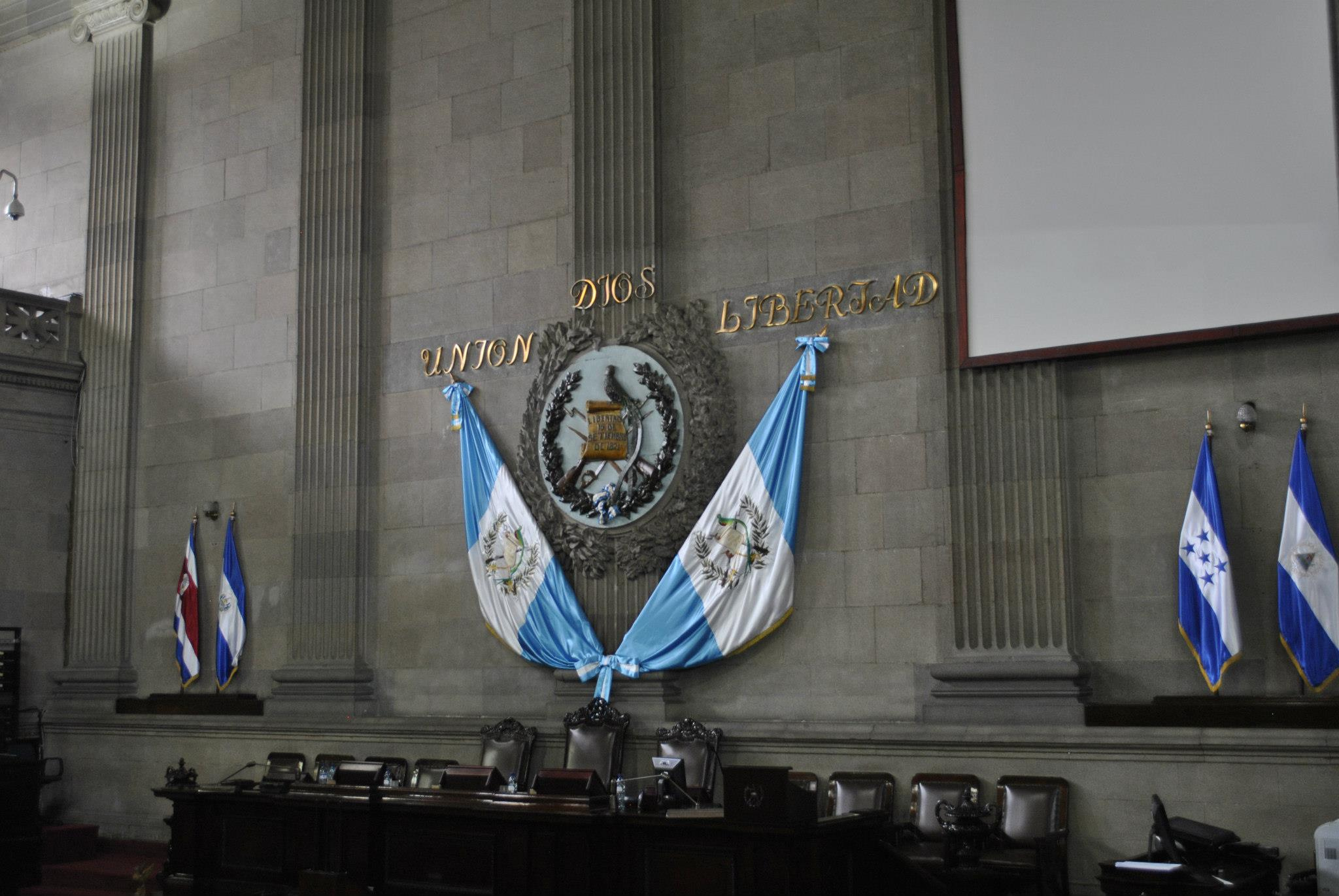
Plenarsaal, 2012

Der Kongress der Republik Guatemala hat seinen Sitz in Guatemala-Stadt. Das Parlamentsgebäude wurde 1926 bis 1934 im neo-klassizistischen Stil erbaut, nachdem ein Vorgängerbau nach einem Erdbeben von 1917 abgerissen werden musste.
Im Zuge der Proteste gegen den – wenig später zurückgezogenen – Haushaltsplan für 2021 drangen am 21. November 2020 Demonstranten in den Regierungspalast ein und setzten Teile des Gebäudes in Brand.

## Wahlen
Die letzten nationalen Parlamentswahlen fanden am 25. Juni 2023 statt.

### Wahlen 2011

Sitzverteilung:
Partido Patriota (59)
Libertad Democrática Renovada (38)
Partido Todos (16)
Compromiso, Renovación y Orden (9)
Gran Alianza Nacional (8)
Unidad Nacional de la Esperanza (7)
Independientes (7)
Encuentro por Guatemala (3)
Partido Republicano Institucional (2)
Partido Unionista (2)
Unión del Cambio Nacional (2)
Partido de Avanzada Nacional (1)
Unidad Revolucionaria Nacional Guatemalteca (1)
Partido Victoria (1)
Visión con Valores (1)
Partido WINAQ (1)

### Wahlen 2015

Sitzverteilung:
Renewed Democratic Liberty (44)
National Unity of Hope (36)
Todos (18)
Patriotic Party (17)
National Convergence Front (11)
Encounter for Guatemala (7)
National Change Union (6)
CREO-Unionist Party (5)
National Advancement Party (3)
Winaq-URNG–MAIZ (3)
Convergence (3)
VIVA (3)
Fuerza (2)

### Wahlen 2019

Sitzverteilung:
MLP (1)
URNG (3)
WINAQ (4)
SEMILLA (7)
UNE (54)
UCN (12)
CREO (6)
PHG (6)
BIEN (8)
PC (3)
VAMOS (16)
VIVA (7)
PODEMOS (1)
VALOR (9)
VICTORIA (3)
PAN (2)
PU (3)
TODOS (7)
FCN (8)

### Wahlen 2023
Präsidentschafts- und Parlamentswahl in Guatemala 2023